# 康涅狄格學院
康涅狄格學院（簡稱：Conn College或Conn）是一所位於美國康涅狄格州新倫敦的私立文理學院，創立於1911年。該校實施寄宿制、四年制教學，絕大部分學生都是本科生。

## 历史

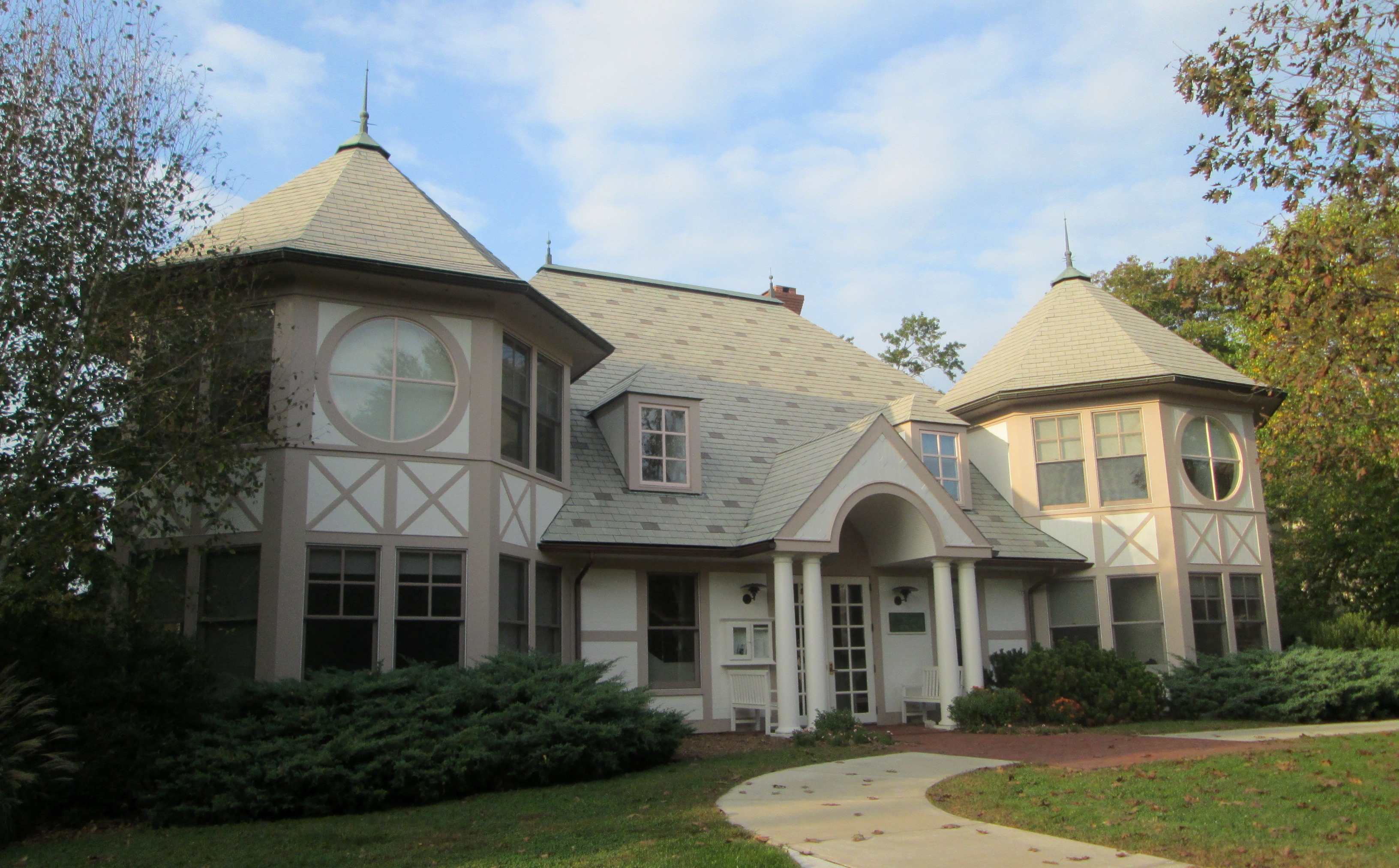
学校建筑

因為1909年衛斯理大學決定開始拒絕女性本科生入讀，故康涅狄格學院應運而生，初稱康涅狄格女子學院（Connecticut College for Women），1969年開始接受男性入讀，因而改現名。

## 排名
《福布斯》將康涅狄格學院排在美國西北部大學中的第45位，私立學院中的第70位，總排名為84位。《美國新聞與世界報道》同年將其列在文理學院中的第45位。

## 外部連結
- Official website （页面存档备份，存于）
- Official athletics website （页面存档备份，存于）
- Connecticut College for Women (1925) （页面存档备份，存于）
- . . 1921.